# The Bauer Melody of 2006
The Bauer Melody of 2006 is het vierde album en het eerste live-album van de Nederlandse band Bauer. De liedjes van Bauer lenen zich uitstekend voor opvoering door een kleine popband, maar ook met een voltallig orkest. In dit geval worden de liedjes uitgevoerd in samenspel met het Metropole Orkest onder leiding van Vince Mendoza

## Liedjes
1. A bouillabaisse of brilliance
2. Sunburned teeth
3. It's getting better
4. Boring pictures
5. At the door
6. Long wy away
7. Blissfully up
8. Save
9. Here come the Germans
10. Hermann
11. I'm no prototype
12. Captured in an spinning wheel
13. Don't think about it too much
14. Snow in spring